# 小見山佳巳
小見山 佳巳（こみやま よしみ、1987年1月27日 - ）は日本の女性声優。埼玉県出身。尾木プロ THE NEXT所属。

## 略歴
総合学園ヒューマンアカデミー卒業。

## 出演

### テレビアニメ
2008年
- おねがい♪マイメロディ きららっ★（村人）
- ヴァンパイア騎士 Guilty（女子生徒）
- GUNSLINGER GIRL -IL TEATRINO-

2010年
- 遊☆戯☆王5D's（ハラルド〈少年期〉）

2011年
- 夏目友人帳 シリーズ（2011年 - 2012年、女子生徒、小妖怪、女子小学生）- 2シリーズ
- もしドラ（俵、アナウンス、女性記者）

2012年
- 超訳百人一首 うた恋い。（見送りの人、子供、女房）

2014年
- 蟲師 続章（村人）
- 遊☆戯☆王ARC-V

2015年
- わしも（ウイルス）

2018年
- アニマエール!（こはねの母親）

2020年
- アルテ（侍女、アンジェロの姉妹、女、元高級娼婦、使用人）

### ゲーム
- ウチの姫さまがいちばんカワイイ（門番姫エリザ・グローリア[5][6]）

### その他
- 「ねくすぽ。」※webラジオ[2][7]
- Z会『受験生応援ストーリー「クロスロード」』※webCM ※声の出演[8]
- 劇団THE NEXT extra edition「椿太助の治療法〜外道な医者の病退治」＆「碧の幻燈」（＠シアターブラッツ）
- 劇団THE NEXT 旗揚げ公演「燃ゆる暗闇にて」（＠ウエストエンドスタジオ）